# Saint François de Borgia et le Moribond impénitent
Saint François de Borgia et le Moribond impénitent  est un tableau de Francisco de Goya peint en 1788 sur commande du neuvième duc d'Osuna pour sa chapelle de la cathédrale de Valence. Au moyen d’un crucifix, François Borgia tente de convaincre un moribond de se confesser alors que des êtres grotesques, probablement des démons, attendent pour prendre son âme. 
Le thème est enraciné dans l'iconographie populaire traditionnelle, qui, dès Gonzalo de Berceo et ses Miracles de Notre-Dame  relate la lutte entre les forces célestes et démoniaques pour l'âme d'un mourant. 
Pour cette scène basée sur une tradition ancienne, Goya exploite au maximum les effets de lumière, très contrastée. La rigidité cadavérique de l'homme est exprimée par un rictus dramatique et une illumination pour le moins théâtrale dans des tons jaunes et blancs identiques à l’aura qui entoure la tête du saint et par la chaleur des teintes vertes. C’est à ces titres l'une des peintures religieuses les plus originales 
C'est l'une des premières peintures que l’on puisse classer dans l’esthétique du « Terrible » (au sens du XVIIIe siècle) qu'Anton Raphael Mengs dans sa «Lettre à Ponz » décrit par comme associé au style Michel-Ange. Mais dans ce travail de Goya va au-delà de ce que ses contemporains décrivaient comme «le Sublime Terrible » et que le marquis d’Urena associait en 1785 à l'architecture gothique par l'utilisation du noir. 
Pedro de Silva, un autre contemporain de Goya, dit de cette huile que, en raison de l’éminence de la mort, le spectateur qui la contemple a 

« les signes terribles (...) d'une âme violemment agitée par les remords cruels de ses crimes, et la persuasion désespérée de sa prochaine condamnation éternelle. »

. Les caricatures en fond seraient des représentations de la « peur » .